# Ina Boyle
Ina Boyle (født 8. marts 1889 i Bushey Park, Enniskerry, Irland - død 10. marts 1967) var en irsk komponist, violinist og cellist.
Boyle fik som barn undervisning i violin og cello, og studerede senere kontrapunkt, harmonilære og komposition på Det Kongelige Irske Musikkonservatorium i Dublin. Hun tog også timer i komposition hos Ralph Vaughan Williams i London. Boyle skrev tre symfonier, orkesterværker, koncertmusik, kammermusik, korværker, opera, sange, balletmusik etc.

## Udvalgte værker
- Symfoni nr. 1 "Glencree" (I Wicklow bjergene) (1924-1927) - for orkester
- Symfoni nr. 2 "Drømmen om det røde" (1930) - for orkester
- Symfoni nr. 3 "Fra mørket" (1951) - for kontralt og orkester
- Violinkoncert (1935) - for violin og orkester
- Vilde gæs (1942) (sketch) - for lille orkester
- Elegi (1913) - (rapsodi) - for cello og orkester